# Championnat d'Écosse de football 1897-1898
Navigation
Édition précédente Édition suivante
La 8e édition du championnat d'Écosse de football est remportée par le Celtic. C’est le quatrième titre national du club de Glasgow. Il gagne avec quatre points d’avance sur les Rangers. Les Hibernian complètent le podium. Le Celtic termine la saison invaincu.
À la fin de la 7e saison, Abercorn, après une saison calamiteuse avec 3 points marqués et 88 buts encaissés, voit son engagement non reconduit par les clubs de première division. Un nouveau club de Glasgow apparait pour la première fois au plus haut niveau du football écossais, Partick Thistle.
Avec 18 buts marqués, Robert Hamilton des Rangers remporte le titre de meilleur buteur du championnat pour la première fois.

## Les clubs de l'édition 1897-1898
| Club                              | Ville      |
| --------------------------------- | ---------- |
| Celtic                            | Glasgow    |
| Clyde Football Club               | Rutherglen |
| Dundee Football Club              | Dundee     |
| Heart of Midlothian Football Club | Édimbourg  |
| Hibernian Football Club           | Leith      |
| Partick Thistle Football Club     | Glasgow    |
| Rangers                           | Glasgow    |
| St Bernard's Football Club        | Édimbourg  |
| Saint Mirren Football Club        | Paisley    |
| Third Lanark Athletic Club        | Glasgow    |

## Compétition

### Classement
Le classement est établi sur le barème de points classique (victoire à 2 points, match nul à 1, défaite à 0).
| Rang | Équipe              | Pts | J  | G  | N | P  | Bp | Bc | Diff |
| ---- | ------------------- | --- | -- | -- | - | -- | -- | -- | ---- |
| 1    | Celtic              | 33  | 18 | 15 | 3 | 0  | 56 | 13 | +43  |
| 2    | Rangers             | 29  | 18 | 13 | 3 | 2  | 71 | 15 | +56  |
| 3    | Hibernian           | 22  | 18 | 10 | 2 | 6  | 48 | 28 | +20  |
| 4    | Heart of Midlothian | 20  | 18 | 8  | 4 | 6  | 54 | 33 | +21  |
| 5    | Third Lanark        | 18  | 18 | 8  | 2 | 8  | 37 | 38 | -1   |
| 6    | Saint Mirren        | 18  | 18 | 8  | 2 | 8  | 30 | 36 | -6   |
| 7    | Dundee              | 13  | 18 | 5  | 3 | 10 | 29 | 36 | -7   |
| 8    | Partick Thistle     | 13  | 18 | 6  | 1 | 11 | 34 | 64 | -30  |
| 9    | St Bernard's        | 13  | 18 | 4  | 1 | 13 | 35 | 67 | -32  |
| 10   | Clyde               | 5   | 18 | 1  | 3 | 14 | 20 | 84 | -64  |

|  | Champion d'Écosse |
|  | Relégation        |

## Bilan de la saison
| Tableau d'Honneur                |           |
| Compétition                      | Vainqueur |
| Championnat d'Écosse de football | Celtic    |
| Coupe d'Écosse de football       | Rangers   |

| Promotions et relégations |       |
| Promus                    | Aucun |
| Relégués                  | Aucun |

## Statistiques

### Meilleur buteur
- Robert Hamilton, Rangers,   18 buts